# 2008

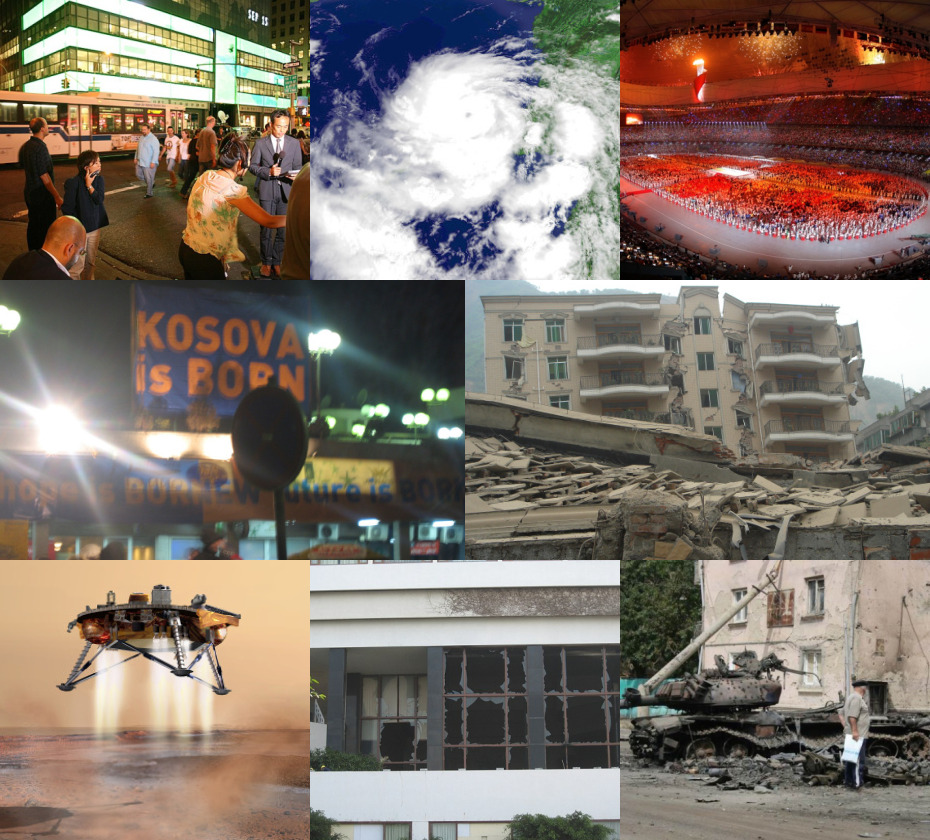
Desde la izquierda, en el sentido de las agujas del reloj: Lehman Brothers quebró tras la crisis de las hipotecas subprime; el ciclón Nargis mató a más de 138.000 en Myanmar; Una escena de la ceremonia de apertura de los Juegos Olímpicos de 2008 en Beijing; el terremoto de Sichuan de 2008 mata a más de 87.000; un tanque georgiano T-72 destruido durante la guerra ruso-georgiana; el Hotel Trident en Mumbai fue el sitio de los atentados de Bombay de 2008; una línea de detritus en un patio trasero hecha durante diciembre de 2008 como resultado del derrame de lodo de cenizas volantes de carbón de Kingston Fossil Plant; Póster en Pristina celebrando la independencia de Kosovo de Serbia.

2008 (MMVIII) fue un año bisiesto que comenzó en martes según el calendario gregoriano. Fue también el número 2008 anno Dómini o de la designación de la Era Cristiana, además del octavo del Siglo XXI y del tercer milenio, el octavo de la primera década del Siglo XXI y el noveno y penúltimo del decenio de los 2000 y fue designado como:
- El Año de la Rata, según el horóscopo chino.
- El Año Internacional de la Papa (también conocida como patata) según la FAO.[1]
- El Año Internacional del Planeta Tierra según la ONU.[2]
- El Año Internacional de los Idiomas según la ONU.[3]
- El Año Internacional del Saneamiento según la ONU.[4]
- El Año Europeo del Diálogo Intercultural, según la Unión Europea.[5]
- El Año del poder ciudadano, según el Gobierno de Nicaragua.[6]
- El Año de las Cumbres mundiales, según el Gobierno de Perú.[7]
- El Año Rodoreda, según la Institución de las Letras Catalanas.[8]
- El Año del Padre de la Patria Miguel Hidalgo y Costilla, según el Gobierno del Estado de México.[9]

## Acontecimientos

### Enero
- 1 de enero: en Venezuela se introduce como nueva moneda de curso legal el bolívar fuerte (Bs.F.).[cita requerida]
- 1 de enero: la parte greco-chipriota de la isla de Chipre, las bases británicas de Acrotiri y Dhekelia establecidas en dicha isla y Malta adoptan el euro como moneda oficial.[10]
- 1 de enero: Eslovenia, miembro de la Unión Europea desde 2004, asume, por primera vez en su historia, la presidencia semestral del Consejo de la Unión Europea.[11]
- 1 de enero: en Chile el volcán Llaima entra en erupción.[12]
- 4 de enero: se cancela por primera vez en toda su historia el rally Dakar por temor a ser víctima de un atentado a su paso por Mauritania.[13]
- 10 de enero: Liberación por parte de las FARC de dos secuestradas, Clara Rojas y Consuelo González de Perdomo.[14]
- 14 de enero: en Guatemala, Álvaro Colom asume a la presidencia.
- 17 de enero: el vuelo 38 de British Airways sufre un aterrizaje de emergencia, sin víctimas, poco antes de la pista en el aeropuerto de Londres-Heathrow (Reino Unido).[15]
- 20 de enero: se estrena la serie de televisión de AMC: Breaking Bad
- 21 de enero: se registra la mayor caída del Ibex 35 hasta el momento con una pérdida de un 7,54 % retrocediendo hasta los 12 625 puntos.[16]

- 23 de enero: Miles de palestinos cruzan la frontera entre Franja de Gaza y Egipto huyendo del bloqueo israelí en la denominada Crisis de Gaza.[17]
- 24 de enero: se registra la mayor subida del Ibex 35 hasta el momento con un alza de un 6,95 % avanzando hasta los 13 106,7 puntos.[18]

- 24 de enero: el primer ministro italiano Romano Prodi pierde la moción de confianza en una alborotada sesión del Senado y dimite ante el jefe de Estado.[19]
- 28 de enero: comienza el Año Santo de San Julián, en la diócesis de Cuenca (España), en el VIII centenario de la muerte del santo.[20]
- 29 de enero: el asteroide 2007 TU24 pasa a un poco menos de 550.000 kilómetros de la Tierra.[21]
- 31 de enero: en Estambul (Turquía) al menos veinte personas mueren y 117 resultan heridas en la explosión registrada en un edificio que alojaba una fábrica ilegal de fuegos artificiales.[22]

### Febrero
- 2 de febrero: Se estrenó mundialmente la serie animada de Phineas y Ferb.
- 3 de febrero: Los New York Giants se proclaman campeones de la NFL al derrotar 17-14 a los New England Patriots en Glendale, Arizona.
- 3 de febrero: Un terremoto de 5,9 sacude la región de los Grandes Lagos de África dejando 5 muertos y 149 heridos.
- 4 de febrero: el movimiento Colombia soy Yo convoca a millones de personas en una marcha a nivel mundial en contra de las FARC y por la libertad de los secuestrados en Colombia.[23]
- 4 de febrero: Irán abre su primer centro espacial y lanza un cohete al espacio.
- 5 de febrero: en el súper martes estadounidense de 2008 se produce un virtual empate entre los candidatos demócratas, Hillary Clinton y Barack Obama,[24] mientras que John McCain se impone entre los republicanos.[25]
- 5 de febrero: Televisa lanza al aire desde México la teleserie de mayor audiencia llamada La Rosa de Guadalupe, y la emite en Latinoamérica hasta la actualidad.
- 13 de febrero: en Australia, el primer ministro Kevin Rudd presenta una disculpa formal a los descendientes de aborígenes del país, debido al secuestro sistemático de niños aborígenes llevado a cabo por el Gobierno australiano entre 1869 y 1976. Ya desde 1998, todos los 16 de mayo se celebra el Día Nacional del Perdón.
- 17 de febrero: Kosovo declara unilateralmente su independencia de Serbia con apoyo occidental.[26]
- 18 de febrero: elecciones generales en Pakistán.[27]
- 19 de febrero: el presidente cubano Fidel Castro, en un mensaje publicado por el diario oficial Granma, renuncia al cargo, por motivos de salud, después de cuarenta y nueve años en el poder.[28]
- 20 de febrero: la ciudad española de Barcelona queda unida a la red ferroviaria de alta velocidad (AVE).[29]
  - Un terremoto de 7,4 sacude la isla indonesia de Sumatra dejando 3 muertos y 25 heridos.
- 21 de febrero: 
  - eclipse total de luna desde las 3:01 hasta las 3:51 (UTC).[30]
  - a varios kilómetros de altitud, un misil de la Armada de los Estados Unidos derriba al satélite espía estadounidense USA 193, que se encontraba a la deriva y sin control.[31]
  - el vuelo 518 de la compañía venezolana Santa Bárbara Airlines, que cubría el trayecto entre Mérida y Caracas, se estrella en la cordillera de los Andes pereciendo las cuarenta y seis personas que viajaban a bordo.[32]
  - en el estado de Nevada se registra un terremoto de 6,0 que causa daños moderados en algunos edificios.
- 24 de febrero: el Parlamento cubano elige a Raúl Castro, como presidente de Cuba, reemplazando a Fidel Castro.[33]
- 24 de febrero: atentado de Fedecámaras de 2008 en horas de la madrugada contra la sede del gremio patronal Fedecámaras en Caracas, Venezuela. A pesar de ocasionar grandes daños, la única muerte ocurrida fue la del perpetrador.[34][35]
- 25 de febrero: en el patio interno de una mansión abandonada, ubicada en el centro histórico de la ciudad de Gravina in Puglia, a 61 km al suroeste de Bari (Italia), un niño de 12 años cae en un pozo ciego abandonado de 12 metros de profundidad. Cuando los bomberos lo salvan, ileso, descubren los cadáveres momificados de dos niños. La autopsia revelará que se trata de Francesco (13) y Salvatore (11) Pappalardi, que habían desaparecido el 5 de junio de 2006 y probablemente murieron de sed.[36]
- 25 de febrero: en el noreste de Afganistán mueren 315 personas en una avalancha.
- 26 de febrero: apertura oficial de la Bóveda Global de Semillas de Svalbard, el almacén de semillas más grande del mundo.[37]
- 27 de febrero: Un terremoto de 5,3 sacude el este de Reino Unido.

### Marzo
- 1 de marzo: se desata una crisis diplomática de Colombia con Ecuador y Venezuela tras la muerte de Raúl Reyes, miembro de las FARC, en territorio ecuatoriano.[38]
- 1 de marzo: el óblast de Chitá y el distrito autónomo de Aga Buriatia se fusionan formando el Krai de Zabaikalie.
- 2 de marzo: elecciones presidenciales en Rusia, en las que resulta vencedor Dmitri Medvédev.[39]
- 6 de marzo: marcha internacional contra el paramilitarismo en Colombia y otros países.[40]
- 7 de marzo: ETA asesina a Isaías Carrasco, exconcejal del PSE-EE en el ayuntamiento de Mondragón, a los 42 años de edad. Se suspende la campaña electoral.[41]
- 7 de marzo: se celebra en Santo Domingo (República Dominicana) la XX Cumbre del Grupo de Río de jefes de Estado y de Gobierno de América Latina.[42]
- 9 de marzo: elecciones generales en España,[43] en las que resulta vencedor el PSOE.[44]
- 9 de marzo: elecciones autonómicas en Andalucía (España),[45] ganándolas, por mayoría absoluta, el PSOE.[46]
- 11 de marzo: en Argentina, la presidenta Cristina Fernández de Kirchner, anuncia un nuevo plan de retenciones móviles aplicadas a la soja y al maíz, lo cual provoca un paro del sector agropecuario que durará 100 días.[47]
- 14 de marzo: Hugo Chávez funda el Partido Socialista Unido de Venezuela (PSUV) en reemplazó del Movimiento Quinta República (MVR).
- 16 de marzo: se realiza el concierto Paz Sin Fronteras en la frontera colombo-venezolana.[48]
- 25 de marzo: en Cuba, el presidente Raúl Castro comienza la apertura, deroga algunas prohibiciones, como el acceso a hoteles y la venta de líneas de teléfonos móviles.[49]
- 26 de marzo: muere Pedro Antonio Marín, más conocido como Manuel Marulanda alias Tirofijo, guerrillero colombiano, comandante y fundador de la guerrilla de las FARC.
- 31 de marzo: el Anuario Pontificio de la Santa Sede indica que el número de musulmanes es mayor al de católicos.[50]

### Abril
- 1 de abril: en Boedo, Buenos Aires, se celebra el centenario del Club Atlético San Lorenzo de Almagro.
- 3 de abril: en Chile, la entonces Ministra de Educación de Chile, Yasna Provoste, es destituida de su cargo luego de que la Cámara de Diputados de Chile aprobara una acusación constitucional en su contra a raíz del Caso Subvenciones.[51]
- 15 de abril: se inicia la reunión regional del Foro Económico Mundial para América Latina en Cancún, México.[52]
- 16 de abril: Se lanza de forma oficial el videojuego en línea Moshi Monsters
- 18 de abril: un fuerte terremoto de 5,2 sacude el estado de Illinois.
- 19 de abril: en Ecuador 13 personas mueren calcinadas y 45 heridos tras el Incendio de la discoteca Factory en Quito.
- 20 de abril: elecciones nacionales en Paraguay,[53] en las que resulta elegido Fernando Armindo Lugo Méndez como presidente.[54]
- 21 de abril: en Virginia (Estados Unidos), el político neonazi estadounidense Kevin Strom (51) es condenado a 23 meses de prisión por posesión de pornografía infantil.
- 25 de abril: en Texas (Estados Unidos), detienen al líder krisnaísta Prakashanand Saraswati por abuso de menores en los años ochenta y noventa.
- 25 de abril: en el estado de Nevada se registra un terremoto de 4.7 que causa varios daños.

### Mayo
- 2 de mayo: el volcán chileno Chaitén entra en erupción, tras lo cual los habitantes de las comunas de Chaitén y Futaleufú deben ser evacuados.[55]
- 4 de mayo: el Consejo de Estado para la Paz y el Desarrollo de Birmania declara que cinco estados en el delta del río Irawadi son zona catastrófica luego de que el ciclón Nargis dejara al menos 351 muertos.[56]
- 7 de mayo: asume el nuevo presidente de Rusia, Dmitri Medvédev, para un período de 4 años.[57]
- 11 de mayo: en la Ciudad del Vaticano, el papa Benedicto XVI aprueba definitivamente los Estatutos del Camino Neocatecumenal. El 13 de junio los entregará a los iniciadores de este grupo católico, Kiko Argüello, Carmen Hernández y el sacerdote Mario Pezzi.
- 11 de mayo: en Las Vegas se celebra el certamen Mister Universe
- 12 de mayo: inician las obras de demolición del Estadio Nacional de Costa Rica (1924) antiguo Estadio Nacional de Costa Rica para dar paso al Estadio Nacional de Costa Rica (2011).
- 12 de mayo: a su paso por las costas del sur de Myanmar (antes Birmania), el ciclón Nargis, en siete días, deja 32 000 muertos y más de 30 000 personas desaparecidas.[58]
- 12 de mayo: en la provincia de Sichuan (China), se registra un devastador terremoto de 7,9 que deja un saldo de 87.587 víctimas mortales.[59]
- 12 de mayo: en Venezuela, el presidente Hugo Chávez firma la nacionalización de la empresa Sidor y crea la Corporación Siderúrgica Venezolana.[60]
- 14 de mayo: ETA asesina al guardia civil Juan Manuel Piñuel y hiere a cuatro agentes más en el atentado, con furgoneta bomba, contra la casa cuartel de Villarreal de Álava, Álava.[61]

- 16 de mayo: en Perú se celebra la Quinta Cumbre América Latina y el Caribe - Unión Europea.[62]
- 16 de mayo: en República Dominicana se celebran las elecciones presidenciales.[63]
- 16 de mayo: Se funda la compañía neerlandesa Ziggo.
- 21 de mayo: el Manchester United consigue su tercera Liga de Campeones de la UEFA al derrotar en la final al Chelsea FC 6-5 por penales.
- 23 de mayo: se firma, en Brasilia, el tratado constituyente de la Unión de Naciones Suramericanas, Unasur, comunidad política y económica integrada por los doce países sudamericanos.[64]
- 24 de mayo: en el municipio colombiano de El Calvario se registra un terremoto de 5,9 que deja 11 fallecidos y más de 4.000 heridos.
- 25 de mayo: la sonda estadounidense Phoenix aterriza en Marte.[65]
- 28 de mayo: en Nepal abolió la monarquía de 240 años y declaró una república.
- 29 de mayo: en un accidente aéreo en Panamá muere el general director de Carabineros de Chile, José Alejandro Bernales, junto a su esposa y comitiva.[66]
- 29 de mayo: David Garrett rompe el récord guiness del violinista más rápido del mundo ejecutando El vuelo del moscardón, de Nikolái Rimski-Kórsakov.
  - Un terremoto de 6,3 sacude el suroeste de Islandia dejando 30 heridos.
- 30 de mayo: el vuelo 390 de la compañía salvadoreña TACA se sale de la pista, al aterrizar en el aeropuerto Internacional Toncontín, falleciendo cinco personas, entre ellas el presidente del Banco Centroamericano de Integración Económica (BCIE), Harry Brautigam.[67]

### Junio
- 1 de junio: fallece de tumor cerebral el diseñador francés Yves Saint Laurent.
- 8 de junio: 
  - Un terremoto de 6,4 sacude el Peloponeso dejando 2 muertos y más de 200 heridos.
  - En un rally de autos clásicos en Sudáfrica, fallece en accidente el piloto sueco Ove Andersson.
- 14 de junio: se inaugura la Exposición Internacional de Zaragoza, cuyo tema principal fue el agua y el desarrollo sostenible.[68]
  - Un terremoto de 7,2 sacude la prefectura de Iwate dejando un saldo de 12 muertos y 436 heridos.
- 20 de junio: en México se dio la tragedia de la discoteca New's Divine.
- 28 de junio: comienza el Año de San Pablo, convocado en 2007 por el papa Benedicto XVI.[69]
- 29 de junio: España gana la final y se proclama campeona de la Eurocopa de fútbol.
- 30 de junio: Después de 30 años, el grupo de rock Toto se separa debido a la ausencia de los integrantes originales. Posteriormente, se reformarían el 26 de febrero de 2010

### Julio
- 2 de julio: la operación de rescate Jaque, llevada a cabo por las Fuerzas Militares de Colombia, consigue liberar a la excandidata presidencial Íngrid Betancourt y a 14 personas más que estaban secuestradas por las FARC.[70]
- 2 de julio: en Río de Janeiro se consagra campeón por primera vez de la Copa Libertadores la Liga de Quito, al vencer por penales a Fluminense.
- 4 de julio: en Colombia Betancourt y el Ejército colombiano niegan el pago de un rescate por la liberación de los quince rehenes.
- 14 de julio: certamen de Miss Universo en Vietnam donde resulta elegida la modelo venezolana, Dayana Mendoza, ganadora asimismo del certamen Miss Venezuela 2007.[71]
- 15 de julio: Un terremoto de 6,4 sacude el mar Mediterráneo, cerca de la isla de Rodas, dejando 1 muerto.
- 15 al 20 de julio: se celebra la XXIII Jornada Mundial de la Juventud en Sídney (Australia).[72]
- 21 de julio: en Belgrado (Serbia) se detiene al expresidente de la República Serbia de Bosnia, Radovan Karadžić, prófugo desde hacía 12 años y acusado por la justicia internacional de crímenes contra la humanidad.
- 24 de julio: un terremoto de 6,8 sacude la prefectura de Iwate dejando 1 muerto y más de 200 heridos.
- 29 de julio: en la ciudad californiana de Chino Hills se registra un terremoto de 5,4 que deja varios heridos y daños considerables.

### Agosto
- 1 de agosto: eclipse solar en el continente asiático.[73]
- 1 de agosto: En Suiza se inyectan los primeros haces de partículas al gran colisionador de hadrones LHC.[74]
- 1 de agosto: Ceremonia de coronación de Siaosi Tupou V Rey de Tonga.[75]
- 7 de agosto: en Tsjinvali (capital de la República de Osetia del Sur, recientemente creada y apoyada por Rusia) ―en el marco de la segunda guerra de Osetia del Sur (del 1 al 16 de agosto)― comienza la invasión de las tropas invasoras georgianas (batalla de Tsjinvali.
- 8 de agosto: en Pekín (República Popular China) se inauguran los Juegos Olímpicos de Pekín 2008, que se celebrarán hasta el 24 de agosto.[76]
- 8 de agosto: cerca de la estación de trenes de Studénka, 325 km al este de Praga (República Checa), un tren expreso EuroCity 108 Comenius con 400 pasajeros, en ruta desde Cracovia (Polonia) hasta Praga, choca contra un trozo de un puente de autopista que había caído sobre las vías del tren y descarrila, dejando 8 muertos y 95 heridos.
- 15 de agosto: toma de posesión de Fernando Lugo como presidente en Paraguay.[77]
- 16 de agosto: en República Dominicana, asume la presidencia Leonel Fernández, por tercera y última vez.
- 16 de agosto: eclipse parcial de luna, visible en España, desde las 20:35 hasta las 23:44 (UTC).
- 17 de agosto: se cumplen 100 años de la primera animación del mundo, Fantasmagorie.
- 18 de agosto: Professional Basketball Club LLC adquiere la franquicia de Seattle SuperSonics para posteriormente transformarla en los Oklahoma City Thunder.[78]
- 19 de agosto: Se publica el exitoso primer álbum de Lady Gaga, "The Fame".
- 20 de agosto: el vuelo 5022 de la compañía española Spanair, se estrella, al poco tiempo de despegar, falleciendo 154 personas.[79]
- Del 20 de agosto al 3 de septiembre: dos terremotos de 5,9 y 6,0 sacuden la provincia de Yunnan dejando 5 muertos y 130 heridos.
- 23 de agosto: Comienza el Sticky & Sweet Tour de Madonna, una de las giras femeninas más recaudadoras de la historia.
- 24 de agosto: el vuelo 6895 de la compañía kirguís Itek-Air, se estrella al intentar aterrizar, falleciendo 69 personas.[80]
- 24 de agosto: en una avalancha en el Mont Blanc (Alpes franceses) mueren ocho montañistas y varios más resultan heridos.[81]
- 24 de agosto: en China finalizan los Juegos Olímpicos de Pekín 2008.
- 25 de agosto: el presidente de Honduras, Manuel Zelaya Rosales, firma la adhesión a la Alternativa Bolivariana para América Latina y el Caribe (ALBA), ratificada por el Congreso Nacional de Honduras el 10 de octubre de 2008.[82]
- 26 de agosto a 1 de septiembre: el huracán Gustav recorre Luisiana con categoría 2 y mata a siete personas en los Estados Unidos, después de haber pasado por Cuba occidental con categoría 4 y de haber matado a 66 personas en Haití, 8 en la República Dominicana y 11 en Jamaica.[83][84]
- 26 de agosto: tras la segunda guerra con Georgia, Rusia fue el primer país en reconocer oficialmente la independencia de Osetia del Sur al igual que la de Abjasia.
- 26 de agosto: Slipknot lanza su cuarto álbum de estudio, "All Hope is Gone".
- 28 de agosto a 7 de septiembre: el huracán Hanna mata a 7 personas en los Estados Unidos y a 529 en Haití, en su mayor parte debido a inundaciones y deslizamientos de tierras.[85]
  - Fallece el ex-piloto estadounidense Phil Hill.
- 29 de agosto: accidente de tráfico en la ruta 11-CH, cerca de la localidad chilena de Putre, de un autobús que transportaba a un grupo de alumnas del colegio Cumbres de Santiago con el resultado de nueve personas fallecidas y más de veinte heridas.
- 30 de agosto: se realiza una multitudinaria marcha en la Ciudad de México, denominada Iluminemos México, por una toma de conciencia de los altos índices de inseguridad que afectan al país.[86] En otras ciudades del país, también se realizaron numerosas marchas con el mismo objeto.[87]
  - Un terremoto de 6,1 deja 40 muertos en la provincia de Sichuan.

### Septiembre
- 1 de septiembre: Caracol Televisión Estrena La Telenovela Vecinos

- 5 y 6 de septiembre: elecciones legislativas en Angola.[88]
- 6 de septiembre: al menos ocho peñascos se desprenden de un acantilado cerca de El Cairo, Egipto, matando al menos a 90 personas y enterrando a unas 500.[89]
- 10 de septiembre: en Suiza el acelerador de partículas LHC comenzó a funcionar con éxito tras hacer circular un haz de mil millones de protones por el acelerador en poco más de 50 minutos.[90]
  - Un terremoto de 5,9 deja 7 muertos y 45 heridos en Irán.
- 11 de septiembre se llevó a cabo la masacre de Porvenir, en las cercanías de la ciudad de Cobija, capital del Departamento de Pando (Bolivia), que resultó en 18 campesinos muertos y cerca de 30 desaparecidos.
- 12 de septiembre: el embajador de Estados Unidos en Venezuela es expulsado bajo órdenes del presidente Hugo Chávez.
- 14 de septiembre: quiebra del banco de inversión estadounidense Lehman Brothers, con el mayor pasivo de la historia: 550.000 millones de dólares. Afecta a unas cien mil entidades financieras y desata el pánico ante la amenaza de un crash financiero mundial. El Banco Central Europeo y la Reserva Federal de los EE. UU. inyectaron liquidez en los mercados para contener las caídas bursátiles y el Bank of America amortiguo el caos con la compra del banco de inversión Merrill Lynch por 50.000 millones de dólares.
- 14 de septiembre: el vuelo 821 de la compañía rusa Aeroflot, se estrella cerca de la ciudad de Perm, Rusia, y provoca la muerte de 88 personas.[91]
- 14 de septiembre: desaparece el canal ecuatoriano Gamavisión. Inmediatamente, entra en período de prueba un nuevo medio de comunicación de servicio público, el Gama TV.
- 15 de septiembre: en la ciudad de Morelia (México), durante la celebración del 198.º aniversario del Grito de Dolores, un acto terrorista perpetrado por narcotraficantes deja 8 muertos y 101 heridos.[92]
- 15 de septiembre: en la Sierra Barrancos de Guadalupe (México), debido a las condiciones meteorológicas se estrella un Cessna 421 de la CILA (Comisión Internacional de Límites y Aguas). Como resultado mueren los comisionados de México y Estados Unidos en un vuelo de rutina.[93]
- 16 de septiembre: salta la alarma en China por la adulteración de leche para bebés.[94]
- 19 de septiembre: se produce la mayor subida porcentual del IBEX 35, desde su creación el 14 de enero de 1992, con un alza del 8,71 %.[95]
- 20 de septiembre: en Jimki (Rusia) se inaugura el estadio Arena Jimki.
- 21 de septiembre: elecciones legislativas en Eslovenia.[96]
- 22 de septiembre: el Ejército Nacional de Colombia confirma la muerte de Aicardo de Jesús Agudelo, alias El Paisa, cabecilla del frente 34 de las FARC-EP.[97]
- 28 de septiembre: ante la amenaza de quiebra del grupo Fortis, la mayor entidad bancaria y de seguros belga, los países del Benelux (Bélgica, Países Bajos y Luxemburgo) optan por nacionalizarlo mediante una aportación de 11 200 millones de euros (el 49 % de su capital).
- 28 de septiembre: es aprobada con el 63,93 % de los sufragios la nueva Constitución de Ecuador.[98]

### Octubre
- 1 de octubre: en Japón, Matsushita Electric Ltd. pasa a llamarse Panasonic Corp.
- 3 de octubre: La Cámara de Representantes de los EE. UU. aprueba el plan de rescate propuesto por la Administración Bush destinado a combatir la recesión económica. Consiste en la inversión de 700.000 millones de dólares del Departamento del Tesoro para limpiar los balances de la banca de los activos «tóxicos» contaminados por las hipotecas subprime.
- 5 de octubre: en Kirguistán, un terremoto de 6,6 deja 75 muertos y 150 heridos.
- 5 y 26 de octubre: elecciones municipales en Brasil.
- 6 de octubre: un terremoto de 6,4 deja 10 muertos en China.
- 7 de octubre: a las 02:46 UTC impacta el meteoroide 2008 TC3 en el norte de Sudán.[99]
- 11 de octubre: Un terremoto de 5,8 sacude la república de Chechenia dejando 13 muertos y decenas de heridos.
- 14 de octubre: elecciones federales en Canadá.[100]
- 16 de octubre: Nace el famoso cantante Ruma
- 25 de octubre: en Veracruz, México, se produce una nube tóxica debido a una fuga de ácido clorhídrico de uno de los contenedores de la Administración Portuaria Integral de Veracruz (Apiver) y que se mezclara con el agua del mar, provocando el desalojo de personas.[101]
- 26 de octubre: celebración de elecciones municipales en Chile.
- 29 de octubre: lanzamiento del primer satélite venezolano, el Satélite VENESAT-1 (Simón Bolívar), lanzado desde China
- 29 de octubre: En Afganistán, un terremoto de 6,4 deja un saldo de 215 muertos.
- 31 de octubre: Satoshi Nakamoto, dio a luz a la primera criptomoneda, el Bitcoin. Publicó el whitepaper o documento técnico de Bitcoin con el nombre: “Bitcoin: un sistema de efectivo electrónico de usuario-a-usuario”. La primera cripto del sistema BlockChain P2P que revoluciona el sistema de transferencias actual en un ecosistema descentralizado con registro público y transparente que evita la falsificación. Cada Bitcoin es único y existen 21,000,000 en total, pero aun quedan muchos por minar en la cadena de bloques. Existe un evento programado denominado "Halving" que ocurre aproximadamente cada cuatro años, o cada 210.000 bloques minados, en la red Bitcoin. Este evento reduce a la mitad la recompensa que reciben los mineros por validar y agregar nuevos bloques a la cadena y que ayuda a perdurar el minado de Bitcoin.

### Noviembre
- 2 de noviembre: Lewis Hamilton se proclama campeón de Fórmula 1 al cruzar quinto en el Gran Premio de Brasil.
- 4 de noviembre: elecciones presidenciales en Estados Unidos, en las que resulta elegido el político demócrata Barack Obama, primer presidente afrodescendiente en la historia del país.[102]
- 4 de noviembre: elecciones generales y municipales en Puerto Rico. Luis Fortuño derrota por sobre 224,000 votos A Aníbal Acevedo Vila.
- 4 de noviembre: en la Ciudad de México ocurre un accidente aéreo, cuando un Learjet 45 con matrícula XC-VMC se estrella momentos antes de su aterrizaje, muriendo trece personas en el lugar del siniestro, entre ellas el secretario de Gobernación Juan Camilo Mouriño y tres más en el hospital.[103]
- 9 de noviembre: elecciones municipales en Nicaragua, resultando ganador el FSLN en al menos 101 alcaldías.[104]
- 17 de noviembre: en la isla de Célebes, se registra un terremoto de 7,4 que deja 4 muertos y 59 heridos.
- 20 al 23 de noviembre: XX Cumbre de Líderes de la APEC en el Perú.[105]
- 20 de noviembre: en Colombia, entra en erupción del volcán Nevado del Huila.
- 23 de noviembre: elecciones regionales en Venezuela.[106]
- 24 de noviembre: Kanye West lanza su cuarto álbum de estudio 808s & Heartbreak, esto influenciado principalmente por el fallecimiento de su madre.
- 26 de noviembre: se producen diez ataques terroristas en la ciudad india de Bombay causando, al menos, 125 muertos y más de 300 heridos.[107][108]

### Diciembre
- 1 de diciembre: la Luna, Venus, y Júpiter son visibles juntos en el firmamento, a simple vista, formando un extraño fenómeno astronómico, que se volverá a repetir dentro de 44 años.[109]
- 3 de diciembre: ETA asesina a tiros al empresario Ignacio Uría en Azpeitia, Guipúzcoa.[110]
- 3 de diciembre: se funda el partido político Unión Minera de Villanueva del Río y Minas
- 10 de diciembre: se descubre la mayor estafa financiera de la Historia: Bernard Madoff, expresidente del mercado tecnológico Nasdaq de Wall Street, ha estafado unos 37 500 millones de euros a través de un hedge fund.
- 14 de diciembre: en una rueda de prensa en Bagdad (Irak), un periodista iraquí lanza sus zapatos contra el presidente de Estados Unidos George W. Bush.
- 16 de diciembre: Cuba se incorpora oficialmente al Grupo de Río.[111]
  - Un terremoto de 4,3 sacude el sur de Suecia y el este de Dinamarca.
- 21 de diciembre: Manchester United gana la Copa Mundial de Clubes al vencer 1-0 a la Liga de Quito
- 21 de diciembre: el presidente venezolano Hugo Chávez en su programa Alo Presidente anuncia que da órdenes al alcalde del Municipio Libertador Jorge Rodríguez Gómez para revisar y expropiar la construcción del Centro Comercial Sambil La Candelaria diciendo que su construcción aumentaría el tráfico de la ciudad diciendo que colapsaria el centro de Caracas, su expropiación se haría oficial 2 años después
- 23 de diciembre: un golpe de Estado militar depone al gobierno de Guinea poco después de la muerte del presidente Lansana Conté.
- 27 de diciembre: Israel inicia un bombardeo masivo contra civiles en la Franja de Gaza (Operación Plomo Fundido), causando cientos de muertos y heridos.[112]
- 31 de diciembre: ETA coloca una bomba en Bilbao, en la sede central de EITB.[113][114]

## Arte y literatura

### Noticias
- 24 de junio: en el Palacio de Bellas Artes de la ciudad de México se rinde homenaje al poeta Alí Chumacero.[115]

### Publicaciones
- Carlos Ruiz Zafón: El juego del ángel (17 de abril).[116]
- Roderick Gordon y Brian Williams: Profundidades, segunda entrega de la saga Túneles (22 de mayo).
- Stephenie Meyer: Amanecer, cuarta entrega de la saga Crepúsculo (2 de agosto).

### Premio Pulitzer
- Novela: The Brief Wondrous Life of Oscar Wao de Junot Díaz.[117]
- Poesía: Time and Materials de Robert Hass y Failure de Philip Schultz.[118]

### Premio Nadal
- Ganador:  Francisco Casavella por Lo que sé de los vampiros.[119]
  - Finalista:  Eva Díaz Pérez por El Club de la Memoria.[120]

### Premio Planeta
- Ganador: La hermandad de la buena suerte de  Fernando Savater.
  - Finalista: Muerte entre poetas de  Ángela Vallvey.

### Premio Cervantes
- Juan Marsé.[121][122]

### Premio Nacional de Poesía (España)
- Joan Margarit, por Casa de Misericordia.[123]

### Premio Nacional de Narrativa
- Juan José Millás, por El Mundo.[124]

### Premio Reina Sofía de Poesía Iberoamericana
- Pablo García Baena.

## Ciencia y tecnología
- 11 de enero: se lanza el avanzado escritorio KDE 4.[125]
- 23 de enero: se anuncia el descubrimiento de la galaxia A1689-zD1, la más lejana descubierta a la fecha.[126]
- 19 de febrero: Toshiba anuncia el final de la fabricación y distribución del formato de televisión HD DVD. De esta manera gana la llamada «Guerra de los Formatos» el Blu-ray liderado por Sony y Philips.[127]
- 17 de junio: lanzamiento de la versión 3.0, conocida como Gran Paradiso, del navegador de Internet Firefox.[128]
- 7 al 19 de julio: se desarrolla la 49.ª Olimpiada Internacional de Matemática en Madrid, España.[129]
- 11 de julio: lanzamiento del iPhone 3G en 20 países.[130]
- 17 al 20 de julio: se celebra la Party Quijote 2008 en Albacete (España).[131]
- 23 de julio: en la provincia de Soria se realiza el apagón analógico, dos años antes que en el resto de España.[132]
- 29 de octubre: China lanza el satélite Simón Bolívar, primer satélite venezolano.[133]

### Videojuegos
- 31 de enero: en Japón se lanza el videojuego Super Smash Bros. Brawl. En otros países sale al mercado en fechas posteriores.[134]
- 12 de febrero Se lanza el último videojuego para la consola portátil Game Boy Advance Samurai Deeper Kyo.
- 10 de abril: Se lanza Mario Kart Wii en exclusiva para la consola Wii. Esta entrega se convierte en la más vendida de la serie y fue el debut del accesorio Wii Wheel para la consola Wii.
- 29 de abril: lanzamiento mundial del Grand Theft Auto IV con el estreno de su nuevo motor gráfico, Rage.[135]
- 12 de junio: lanzamiento mundial de Metal Gear Solid 4: Guns of the Patriots, que supone un retorno de la saga Metal Gear.[136]
- 19 de junio: en Japón se lanza Mario Super Sluggers para Wii. En otros países sale al mercado en fechas posteriores.
- 14 de agosto: La consola Xbox original da por terminado su periodo de vida útil con el último videojuego Madden NFL 09.
- 4 de septiembre: lanzamiento en Australia de Spore, en otros países sale al mercado en fechas posteriores.[137]
- 23 de septiembre: lanzamiento de Lego Batman: el videojuego para PlayStation 2, Xbox 360, Wii, PlayStation 3, Nintendo DS, PSP y PC.
- 7 de octubre: lanzamiento mundial (Excepto en Japón) de Crash Mind Over Mutant, el último juego para PlayStation 2 de la saga Crash Bandicoot, con una recepción sumamente mixta y negativa.
- 14 de octubre: sacan a la venta en Estados Unidos la PlayStation Portable 3000, una nueva versión de la clásica PSP.
- 21 de octubre: lanzamiento del juego para Wii, Xbox 360 y PS3, Spider-Man: Web of Shadows
- 28 de octubre: lanzamiento en Estados Unidos del Command & Conquer: Red Alert 3, en otros países sale al mercado en fechas posteriores.[138]
- 28 de octubre: lanzamiento del Fallout 3 en Estados Unidos, en otros países sale al mercado en fechas posteriores.[139]
- 1 de noviembre: Nintendo lanza al mercado la Nintendo DSi, una mini consola de videojuegos portátil que incorpora cámara de fotos.
- 7 de noviembre: lanzamiento mundial del Gears of War 2.[140]
- 18 de noviembre: Se lanza Sonic Unleashed para PlayStation 2, Xbox 360, PlayStation 3 y Wii. con el estreno de su nuevo motor gráfico Hedgehog.
- Konami publica Dance Dance Revolution X para PlayStation 2 y, con retraso, la arcade en Widescreen.

## Economía
Por Gran Recesión o Crisis de 2008 se conoce a la crisis económica mundial que comenzó en el año 2008, que tuvo su origen en Estados Unidos. Entre los principales factores que se atribuyen como causas de la crisis se encuentran los fallos en la regulación económica, la sobrevaloración de productos financieros, una crisis alimentaria mundial, la subida del precio del petróleo por la invasión de Irak por parte de Estados Unidos y la amenaza de una recesión en todo el mundo, así como una crisis crediticia-hipotecaria y de confianza en los mercados.
Aunque se considera que la crisis surgió en 2008, especialmente tras la caída del banco estadounidense Lehman Brothers, los primeros síntomas aparecieron en agosto de 2007 con la quiebra de varios bancos menores de inversión provocando la crisis que ha sido señalada por muchos especialistas internacionales como la «crisis de los países desarrollados», ya que sus consecuencias se observan fundamentalmente en los países más ricos del mundo. Con la caída de los bancos estadounidenses de inversión debido a la crisis de las hipotecas subprime, que representaba un alto porcentaje de su inversión, las bolsas y mercados de valores se derrumbaron y provocaron la crisis financiera de 2008 en todo el mundo.

## Música
- 10 de enero: Muere Andrés Henestrosa, vocalista de The Fortunes.
- 14 y 15 de febrero: se estrena en Cuenca-Ecuador, la ópera para los instrumentos El árbol de los pájaros del compositor ecuatoriano Arturo Rodas.
- 20 al 25 de febrero: se celebró la XLIX edición del Festival Internacional de la Canción de Viña del Mar.[145]
- 28 de febrero: Muere Mike Smith, tecladista de la banda The Dave Clark Five.
- El 2 de abril, el guitarrista Timo Tolkki anuncia mediante un comunicado la separación definitiva de Stratovarius y da a conocer las razones de esta disolución y los problemas que surgieron en los últimos años. El 9 de mayo los "restantes miembros de Stratovarius" dan a conocer las verdaderas razones de Timo Tolkki para disolver el grupo, y el 29 de mayo Timo Tolkki cedió los derechos de Stratovarius a sus excompañeros.
- 17 de abril: Muere Danny Federici, tecladista de E Street Band.
- 24 de abril: vuelta definitiva del grupo español Ska-P.[146]
- El miércoles 30 de abril, la cantante Lisa Middelhauve abandona Xandria por motivos personales y por mala relación con el resto del grupo, el 6 de junio editan un recopilatorio llamado "Now & Forever - Best Of Xandria" que incluye sus canciones más conocidas así como dos bonus tracks y una canción inédita.
- 5 de mayo: Muere Thomas Boggs, miembro de The Box Tops.
- 6 de mayo: la cantante estadounidense Cher regresa al mundo del espectáculo después de 3 años de retiro artístico.[147]
- 16 de mayo: La Oreja de Van Gogh anuncia que Leire Martínez es la nueva vocalista de grupo, reemplazando a Amaia Montero.
- 24 de mayo: celebración de la 53 edición del Festival de la Canción de Eurovisión en Belgrado (Serbia), en la que resultó ganador Dima Bilán, representando a Rusia, con la canción Believe.[148]
- 28 de mayo: Muere el músico. Jerry Cole.
- 2 de junio: Muere el cantante y guitarrista Bo Diddley.
- 5 de junio se disuelve la banda de rock estadounidense Toto.
- El 19 de junio Timo Tolkki, tras abandonar la banda que lideraba: Stratovarius, forma una nueva banda llamada Revolution Renaissance y lanza su primer álbum a los pocos días de su creación.
- Junio: Lil Wayne lanza su álbum Tha Carter III, que vendió más de un millón de copias en su primera semana, superando la anterior marca de ventas en una semana hecha por Graduation de Kanye West en el año 2007. Tha Carter III fue el álbum más vendido del 2008 en Estados Unidos, y es segunda vez en la historia que un álbum de rap es el más vendido, antes lo había hecho Eminem con su álbum The Eminem Show.
- 14 de agosto: el grupo pop latinoamericano RBD anuncia su separación e inicia en España su Gira del Adiós que los llevaría a terminar de nuevo allí, en Madrid, el 21 de diciembre después de recorrer países de Latinoamérica y Europa del Este ante miles de fanes que aún se negaban a la noticia, RBD finaliza su último álbum en estudio, titulado Para olvidarte de mí.
- Agosto y septiembre: Se desintegra el dúo dominicano de música bachata Monchy & Alexandra.
- 15 de septiembre: Muere Rick Wright, fundador de Pink Floyd.
- 10 de octubre: Muere el músico Dave Wright.
- 10 de noviembre: se reúnen por primera vez, después de cuatro años y medio de su separación (2004), en el living de Susana Giménez el exitoso grupo pop argentino Bandana.[149]
- 12 de noviembre: Muere Mitch Mitchell, baterista de The Jimi Hendrix Experience.
- 29 y 30 de noviembre: presentación de Madonna en el Foro Sol de la Ciudad de México.[150]
- 9 de octubre: la panameña Margarita Henríquez ganó la tercera edición del concurso continental de canto "Latin American Idol" de la cadena Sony Entertainment Television que es realizado en Argentina.[151]
- Ella es tan cargosa gana el premio como Mejor álbum nuevo artista pop en los Premios Carlos Gardel por su producción homónima.
- 9 de noviembre: El bajista de la banda de Deftones, Chi Cheng sufre un accidente de tráfico dejando en coma.
- 23 de noviembre: La Prensa Británica declaró al guitarrista Richey James Edwards como un "presunto muerto" tras su misteriosa desaparición en 1995.

## Deporte

### Juegos Olímpicos
- Del 8 al 24 de agosto en Pekín (China).[152]

### Juegos Paralímpicos
- Del 6 al 17 de septiembre en Pekín (China).[153]

### Ajedrez
- Campeonato del mundo de ajedrez:  Vladímir Krámnik contra  Viswanathan Anand, entre el 14 de octubre y el 2 de noviembre en Bonn (Alemania).
- Torneo Corus de ajedrez: Ganadores:  Magnus Carlsen y  Levon Aronian.
- Torneo Internacional de Ajedrez Ciudad de Linares: Ganador:  Viswanathan Anand, del 14 de febrero al 8 de marzo.
- Torneo Melody Amber de ajedrez:Ganador:  Levon Aronian, del 15 al 27 de marzo, en Mónaco.
- Torneo M-tel de ajedrez:Ganador:  Vasili Ivanchuk, en Sofía, Bulgaria, del 6 al 18 de mayo.
- Final del Grand Slam de ajedrez: septiembre.
- Olimpíadas de ajedrez: noviembre, Alemania.

### Atletismo
- 31 de mayo: el jamaiquino  Usain Bolt establece un nuevo récord mundial en los 100 metros en el Grand Prix de Nueva York, con una marca de 9.72".[154]
- 16 de agosto:  Usain Bolt bate de nuevo el récord mundial de los 100 metros en la final masculina de los Juegos Olímpicos de Pekín, con una marca de 9.69 segundos.[155]
- 20 de agosto:  Usain Bolt bate el récord mundial en los 200 m con una marca de 19.3' en los Juegos Olímpicos de Pekín.[156]
- 22 de agosto:  Jamaica impone récord mundial en los 4 x 100 m con una marca de 37.10', con un equipo formado por Usain Bolt, Nesta Crater, Michael Frater y Asafa Powell, en los Juegos Olímpicos de Pekín.[157]
- Campeonato Mundial de Atletismo en Pista Cubierta: del 7 al 9 de marzo en Valencia.[158]

### Automovilismo

#### Noticias
- 11 de noviembre: el equipo Super Aguri se retira del campeonato de Fórmula 1, después de dieciocho carreras, por problemas económicos.[159]
- 8 de junio: el piloto de Fórmula 1  Robert Kubica, al vencer en el Gran Premio de Canadá, se convierte en el primer polaco ganador en dicha categoría de automovilismo.[160]
- 14 de septiembre: el alemán  Sebastian Vettel, al vencer en el Gran Premio de Italia, se convierte en el piloto ganador más joven de Fórmula 1.[161]
- 2 de noviembre: el británico  Lewis Hamilton se convierte en el campeón más joven de la Fórmula 1 al llegar quinto en el Gran Premio de Brasil.[162]
- 5 de diciembre: el equipo Honda abandona la Fórmula 1 debido a la crisis económica.[163]

#### Competiciones
- Fórmula 1: del 16 de marzo al 2 de noviembre.
- Campeonato Mundial de Rally: del 24 de enero al 30 de noviembre. Ganador: Sébastien Loeb (Citroën C4 WRC).
- Rally Dakar: cancelado.[164]

### Baloncesto

#### Noticias
- 1 de febrero:  Pau Gasol, jugador de los Memphis Grizzlies ficha por Los Angeles Lakers.[165]

#### Competiciones
- Euroliga: del 2 al 4 de mayo en Madrid.
- NBA: Boston Celtics.[166][167]
  - Playoffs: del 19 de abril al 2 de junio.
  - MVP de la Temporada: Kobe Bryant
  - Rookie del año: Kevin Durant
  - Entrenador del año: Byron Scott
- Copa ULEB:
- Liga ACB: hasta el 6 de junio.
- Copa del Rey de Baloncesto: del 7 al 10 de febrero.
- Liga Dominicana de Baloncesto: los Constituyentes de San Cristóbal se proclaman campeones al derrotar a los Reales de La Vega 4-2.
- Liga Nacional de Básquet (Argentina):
- Liga Nacional de Baloncesto Profesional de México: Halcones UV Xalapa

### Balonmano
- Copa de Europa: Club Balonmano Ciudad Real.[168]
- Recopa de Europa de Balonmano: MKB Veszprém.[169]
- Copa EHF: HSG Nordhorn-Lingen.[170]
- Liga ASOBAL: Club Balonmano Ciudad Real.[171]

### Béisbol
- Juego de la Estrellas:
- Serie del Caribe: Tigres del Licey. (República Dominicana).

#### Competiciones Nacionales
- Estados Unidos: Filis de Filadelfia
- México:
  - Liga Mexicana de Béisbol: Diablos Rojos del México.[172]
  - Liga Mexicana del Pacífico: Yaquis de Ciudad Obregón.
- Nicaragua:
- Panamá: Los Santos.
- Puerto Rico:
- República Dominicana:
  - Liga Dominicana de Béisbol Invernal: Águilas Cibaeñas.
- Venezuela:
  - Liga Venezolana de Béisbol Profesional: Tigres de Aragua.

### Ciclismo
- Tour de Francia: del 5 al 27 de julio.  Carlos Sastre.[173]
- Vuelta ciclista a España: del 30 de agosto al 21 de septiembre.  Alberto Contador.[174]
- Giro de Italia: del 10 de mayo al 1 de junio.  Alberto Contador.[175]
- Campeonato Mundial de Ciclismo en Ruta: del 24 al 28 de septiembre en Italia.  Alessandro Ballan
- Campeonato Mundial de Ciclismo en Pista: del 27 al 30 de marzo en Mánchester (Reino Unido).  Reino Unido
- Lieja-Bastogne-Lieja: 27 de abril.  Alejandro Valverde.
- París-Roubaix: 13 de abril.  Tom Boonen.
- París-Tours: 12 de octubre.  Philippe Gilbert.
- Giro de Lombardía: 18 de octubre.  Damiano Cunego.
- Milán-San Remo: 22 de marzo.  Fabian Cancellara.
- Volta a Cataluña: del 19 al 25 de mayo.  Gustavo César Veloso.
- Tour de Flandes: 6 de abril.  Stijn Devolder.
- Vuelta al País Vasco: del 7 al 12 de abril.  Alberto Contador.
- Gran Premio de Plouay: 25 de agosto.  Pierrick Fédrigo
- París-Niza: del 9 al 16 de marzo.  Davide Rebellin.
- Gante-Wevelgem: 9 de abril.  Óscar Freire.
- Flecha Valona: 23 de abril.  Kim Kirchen.
- Dauphiné Libéré: del 8 al 15 de junio.  Alejandro Valverde.
- Tour de Romandía: del 29 de abril al 5 de mayo.  Andreas Klöden.
- Amstel Gold Race: 20 de abril.  Damiano Cunego.
- Tirreno-Adriático: del 12 al 18 de marzo.  Fabian Cancellara.

### Fútbol

#### Noticias
- 1 de enero: en  España el equipo de fútbol Real Murcia Club de Fútbol, cumple 100 años de vida institucional. El centenario es celebrado a lo largo de todo el año sin contar con un día en concreto como celebración.[176]
- 12 de marzo: en  Colombia, regresó después de 19 años de ausencia la disputa de la Copa Colombia.[177]
- 1 de abril: en  Argentina el equipo de fútbol Club Atlético San Lorenzo de Almagro cumple 100 años de vida institucional.[178]
- 8 de abril: en  Bolivia el equipo de fútbol The Strongest, el tigre de Achumani, uno de los clubes más populares del país, cumple 100 años de vida institucional.[179]
- 5 de junio: en  Chile, y después de ocho años de receso, vuelve el clásico torneo entre clubes "Copa Chile", en el cual participan equipos de Primera (excepto D. Concepción), Segunda, y (por primera vez en la historia de este campeonato) Tercera división, además de tres selecciones comunales. El premio para el campeón es una alta suma de dinero. Véase también: Copa Chile 2008.
- 25 de noviembre: se confirma la suspensión de la Federación Peruana de Fútbol por parte de la FIFA debido a un conflicto entre el presidente federativo Manuel Burga y el gobierno nacional.[180]

#### Campeonatos por selecciones
- Eurocopa: del 7 al 29 de junio en Austria y Suiza.  España se proclamó campeona al vencer en la final a  Alemania por 1-0.[181]
- Copa de las Naciones de la OFC:  Nueva Zelanda consiguió su cuarto título y su pasaje al repechaje con un equipo de la AFC para llegar a la Copa Mundial de Fútbol de 2010.
- Copa Mundial Femenina de Fútbol Sub-20: del 19 de noviembre al 7 de diciembre en Chile.  Estados Unidos se consagró campeona tras vencer a  Corea del Norte 2-1 en la final.[182]
- Copa Mundial Femenina de Fútbol Sub-17: del 28 de octubre al 16 de noviembre en Nueva Zelanda.  Corea del Norte supera en la final a  Estados Unidos 2-1 y se proclama campeona de la primera edición del torneo.[183]
- Campeonato Europeo Sub-17 de la UEFA: del 4 al 16 de mayo en Alemania.  España vence por goleada, 4-0, a  Francia y se proclama campeona.[184]

#### Campeonatos internacionales
- Liga de Campeones: el 21 de mayo, en el Estadio Olímpico Luzhniki de Moscú, el equipo inglés  Manchester United consiguió su tercera copa al vencer en la tanda de penaltis al, también inglés, Chelsea.[185]
- Copa de la UEFA: el 14 de mayo, en el Estadio Ciudad de Mánchester, el equipo ruso  Zenit San Petersburgo ganó su primera copa venciendo en la final al escocés  Glasgow Rangers.[186]
- Copa Libertadores: Jugados el 25 de junio y 2 de julio en el estadio Casa Blanca y en el estadio Maracaná, se consagró campeón la  Liga de Quito, al vencer en definición por penales al  Fluminense.[187]
- Copa Sudamericana:el 3 de diciembre el  Internacional se consagró campeón al vencer a  Estudiantes con el marcador agregado de 2-1, dándole a Brasil su primer título en este torneo.[188]
- O-League 2008: El Waitakere United consigue su segundo título internacional.
- Copa Mundial de Clubes:  Manchester United consiguió su primera corona al vencer a la  Liga de Quito, por 1-0

#### Campeonatos nacionales
- Argentina:
  - Torneo Clausura: River Plate.[189]
  - Torneo Apertura: Boca Juniors.[190]
  - Primera B Nacional: San Martín de Tucumán.
  - Primera B: All Boys.
  - Argentino A: Atlético Tucumán.
- Chile:
  - Torneo de Apertura: Everton de Viña del Mar.[191]
  - Torneo de Clausura: Colo-Colo.
  - Primera B: Curicó Unido.
  - Tercera División: Naval.
  - Copa Chile: Universidad de Concepción
- Colombia:
  - Torneo Apertura: Boyacá Chicó.[192]
  - Torneo Finalización: América de Cali.[193]
  - Primera B: Real Cartagena.[194]
  - Copa Colombia: La Equidad.[195]
- Ecuador:
  - Primera División Serie A: Deportivo Quito.[196]
  - Serie B: Manta FC.
- España:
  - Primera División: Real Madrid.[197]
  - Copa del Rey: Valencia CF.
- Inglaterra:
  - Premier League: Manchester United FC.
  - FA Cup: Portsmouth FC.
- México:
  - Clausura 2008: Santos Laguna.[198]
  - Apertura 2008: Deportivo Toluca.[199]
  - Primera "A": Club León.
  - Segunda División: Pachuca Juniors.
  - Tercera División: Club de Fútbol Soccer Manzanillo.
- Paraguay:
  - Apertura y Clausura 2008: Libertad.[200][201]
- Perú
  - Primera División o Campeonato Descentralizado: Universidad San Martín.[202]
    - Torneo Apertura: Universitario de Deportes.[203]
    - Torneo Clausura: Universidad San Martín.[204]
- Uruguay:
  - Temporada 2007/2008: Defensor Sporting.[205]

#### Trofeos
- Bota de Oro:  Cristiano Ronaldo.[206]
- Jugador Mundial de la FIFA:  Cristiano Ronaldo
- Futbolista africano del año:  Mohamed Aboutrika
- Anexo:Futbolista del año en Sudamérica:  Juan Sebastián Verón

### Fútbol sala
- Campeonato Mundial de fútbol sala de la FIFA 2008:  Brasil. Se consagra tras derrotar en la final a  España, en definición por penales.

### Fútbol playa
- Copa Mundial de Fútbol Playa FIFA 2008: Del 17 de julio al 27 de julio, en Francia. En el Stade du Prado de Marsella, se juega la final, en donde  Brasil vence por marcador de 5:3 a  Italia, y se corona como campeón.[207] En el partido por el tercer puesto,  Portugal venció por 5:4 a  España.[208]

### Fútbol americano
- Super Bowl: New York Giants.[209]

### Golf
- US Open: Del 12 al 15 de junio en La Jolla (California).  Tiger Woods.[210]
- Masters de Augusta: Del 10 al 13 de abril.  Trevor Immelman.[211]
- British Open: del 17 al 20 de julio en Lancashire.  Pádraig Harrington.[212]
- Campeonato de la PGA: del 7 al 10 de agosto en Oakland Hills (Míchigan).  Pádraig Harrington.[213]

### Motociclismo
- MotoGP: del 9 de marzo al 26 de octubre.Valentino Rossi
- 250cc: del 9 de marzo al 26 de octubre.M.Simoncelli
- 125cc: del 9 de marzo al 26 de octubre.M.Di Meglio
- Rally Dakar: cancelado.[164]

### Rugby
- Torneo de las Seis Naciones: se disputó del 2 de febrero al 15 de marzo, resultando vencedor  Gales consiguiendo además el Grand Slam.[214]
- Torneo de las Tres Naciones: se disputó del 5 de julio al 13 de septiembre, triunfando la selección de  Nueva Zelanda.

### Tenis
- Abierto de Australia: del 14 al 27 de enero.  Novak Đoković (hombres) y  María Sharápova (mujeres).
- Roland Garros: del 25 de mayo al 8 de junio.  Rafael Nadal (hombres) y  Ana Ivanović (mujeres).
- Wimbledon: del 23 de junio al 6 de julio.  Rafael Nadal (hombres) y  Venus Williams (mujeres).
- Juegos Olímpicos de Pekín 2008: del 10 al 17 de agosto.  Rafael Nadal (hombres) y  Elena Dementieva (mujeres).
- Abierto de los Estados Unidos: del 25 de agosto al 7 de septiembre.  Roger Federer (hombres) y  Serena Williams (mujeres).
- WTA Tour Championships: del 4 al 9 de noviembre.  Venus Williams.
- Tennis Masters Cup: del 9 al 16 de noviembre.  Novak Đoković.
- Copa Davis: del 21 al 23 de noviembre.  España (David Ferrer, Marcel Granollers, Feliciano López, Rafael Nadal, Nicolás Almagro, Tommy Robredo y Fernando Verdasco).
- Copa Federación: 13 y 14 de septiembre.  Rusia (Svetlana Kuznetsova, Yekaterina Makárova, Yelena Vesniná y Vera Zvonariova).

### Otros deportes
- Lucha libre profesional:
  - El 30 de marzo: Undertaker vence a Edge en Wrestlemania XXIV alargando el récord a 16-0.
  - El 14 de diciembre: Jeff Hardy gana el campeonato en el evento WWE, Armageddon, haciendo historia por ser su primer campeonato mundial después de más de quince años de carrera.[215]
- Pádel: Del 23 al 30 de agosto se celebró el IX Campeonato Mundial de Pádel, en Calgary, Canadá.[216]
- Polo: desde el 21 de abril hasta el 3 de mayo se disputó el Campeonato Mundial de Polo de 2008. El primer lugar fue para  Chile, el segundo para  Brasil y el tercero para  México.[217]
- Rodeo chileno: desde el 28 al 30 de marzo se disputó el Campeonato Nacional de Rodeo de 2008. Jesús Rodríguez y Christian Pooley, campeones montando a "Rangoso" y "Canalla", con 37 puntos.[218]
- Waterpolo: Del 3 al 13 de julio se disputó el XII Campeonato Europeo de Waterpolo Femenino y el XXVIII Campeonato Europeo de Waterpolo Masculino en Málaga, España. El resultado final en damas fue  Rusia venció por marcador de 9-8 a  España, en el Centro Acuático de Málaga; y en hombres,  Montenegro venció por marcador de 6-5 a  Serbia.[219]
- Entre el 6 y el 17 de septiembre de 2008 se realizaron los XIII Juegos Paralímpicos en Pekín.

## Premios Nobel
- Física: Yoichiro Nambu, Makoto Kobayashi y Toshihide Maskawa.[220]
- Química: Osamu Shimomura, Martin Chalfie y Roger Y. Tsien.[220]
- Medicina: Harald zur Hausen, Françoise Barré-Sinoussi y Luc Montagnier.[220]
- Literatura: Jean-Marie Gustave Le Clézio.[220]
- Paz: Martti Ahtisaari.[220]
- Economía: Paul Krugman.[220]

## Premios Príncipe de Asturias
- Artes: Sistema Nacional de Orquestas Juveniles e Infantiles de Venezuela.[221]
- Ciencias Sociales: Tzvetan Todorov.[221]
- Comunicación y Humanidades: Google.[221]
- Concordia: Íngrid Betancourt.[221]
- Cooperación Internacional: Organizaciones que lideran en África la lucha contra la malaria (Centro de Investigação em Saúde de Manhiça, Ifakara Health Institute, The Malaria Research and Training Center y Kintampo Health Research Centre).[221]
- Deportes: Rafael Nadal.[221]
- Investigación Científica y Técnica: Sumio Iijima, Shūji Nakamura, Robert Langer, George M. Whitesides y Tobin Marks.[221]
- Letras: Margaret Atwood.[221]

## Conmemoraciones y fiestas
- 60.º aniversario de la Declaración Universal de Derechos Humanos[222]
- 60.º Aniversario de las Operaciones de Mantenimiento de la Paz de las Naciones Unidas[223]